# سيتنيك (كونييتش)
سيتنيك (بالسيريلية Ситник) هي قرية في البوسنة والهرسك. وهي تقع في بلدية كونييتش التابعة لكانتون الهرسك-نيريتفا في اتحاد البوسنة والهرسك. طبقا لنتائج تعداد البوسنة عام 2013 فقد كان عدد سكانها أقل من أو يساوي 10 نسمة.

## التركيبة السكانية

### التطور التاريخي للسكان
| 1961 | 1971 | 1981 | 1991 | 2013 |
| ---- | ---- | ---- | ---- | ---- |
| 118  | 80   | 58   | 30   | ≤ 10 |

### توزيع السكان حسب الجنسية (1991)
في عام 1991 كان عدد سكان القرية 30 نسمة وكانوا جميعا من الصرب.

## وصلات خارجية
- Maplandia (بالإنجليزية)